# Scotiotrichia
Scotiotrichia is een geslacht van schietmotten uit de familie Glossosomatidae

## Soort
- S. ocreata Mosely, 1934